# Will You Marry Me?
Will You Marry Me? (¿Te casarías conmigo?) es una breve ópera en un acto con música de Hugo Weisgall y libreto en inglés de Charles Kondek, basado en la obra de teatro A Marriage Has Been Arranged de Alfred Sutro. Se estrenó, por la Opera Ensemble of New York (OENY), el 8 de marzo de 1989 en Nueva York, junto con la representación de otras dos obras de Weisgall: The Stronger y The Golden Peacock.
La OENY encargó esta ópera con dos personajes, y el reparto del estreno incluyó a la soprano Andrea Broido como "She" ("Ella") y al barítono David Trombley como "He" ("Él"). Donald W. Johnston fue director de orquesta y Charles Kondek, el director escénico.

## Sinopsis
En una terraza durante una fiesta, un rico pero vulgar solterón informa a una joven que su familia espera que se casen. Ofendida por su informal proposición, la mujer lo rechaza. Durante su discusión, cada uno descubre que el otro ha amado y perdido al ser amado. El hombre confiesa que quiere casarse simplemente para evitar demandas por rompimiento de promesas de matrimonio, y se ofrece a casarse con cualquiera que Ella le recomiende. Ella pretende hablarle de una amiga a quien su amante ha abandonado, pero él comprende que está hablando de ella misma, y al final, dejan la terraza planteando su luna de miel juntos. 